# Franz Binder (Unternehmen)
Die Franz Binder GmbH & Co. Elektrische Bauelemente KG ist ein deutsches Unternehmen mit Hauptsitz in Neckarsulm. Das Unternehmen ist ein führender Hersteller von Rundsteckverbindern und an den Standorten Deutschland, Schweiz, Frankreich, England, Schweden, Niederlande, China, Singapur, Österreich und USA vertreten. Hauptsächlich entwickelt und produziert werden Industriesteckverbindungen sowie Steckverbindungen für die Sensor- und die Automatisierungstechnik.

## Geschichte
1960 nahm Franz Binder das Einzelunternehmen als Werkstätte für Mechanik und Drehteile in Betrieb. Acht Jahre später wurde mit der Produktion der ersten Rundsteckverbinder begonnen. Der spätere Geschäftsführer und Sohn von Franz Binder, Markus Binder, trat 1992 dem Unternehmen bei. 2014 wurden alle Geschäftsanteile an ihn übergeben. Das Unternehmen gehört zu den Marktführern im Bereich Rundsteckverbinder und arbeitet mit 45 Vertriebspartnern auf 5 Kontinenten zusammen.
Die Franz Binder GmbH & Co. Elektrische Bauelemente KG gehört zur Binder-Gruppe, einem Unternehmensverbund mit Firmen unter anderem in China, USA und mehreren europäischen Ländern. In Zusammenarbeit mit Händlern und Distributoren sind ein weltweiter Vertrieb und eine Beratung vor Ort möglich.

## Produkte
- Mehrpolige Rundsteckverbinder 2–8 Kontakte (8–14 mm Durchmesser)[5]
- Hochpolige Rundsteckverbinder bis 24 Kontakte (18–22 mm Durchmesser)
- Rundsteckverbinder für hohe Ströme bis 25 A, 400 V (30 mm Durchmesser)
- M5, M8, M12 Steckverbinder für die Automatisierungstechnik
- Verteiler für Sensoren und Aktoren für die Automatisierungstechnik
- Kundenspezifische Steckverbinder und Kabelkonfektionen
- Kundenspezifische Steckverbinder für die Medizintechnik
- Kundenspezifische Lösungen für Modulbaugruppen und Elektromechanik
- Magnetventilsteckverbinder
- LED-Leuchten

## Verbundsunternehmen
- binder precision parts ag, Grenchen, Schweiz
- binder cable assemblies Bt., Janossomorja, Ungarn
- binder electronic manufacturing services GmbH & Co. KG, Vohburg-Donau
- binder introbest GmbH & Co. KG, Fellbach
- binder galvanic surfaces GmbH, Pforzheim
- MPE-Garry GmbH, Füssen
- Macrocast GmbH, Samstagern, Schweiz
- Binder Austria GmbH, Wien, Österreich
- Binder UK Ltd., Hertfordshire, Großbritannien
- Binder-USA, LP, Camarillo, USA
- Binder Connector (Nanjing) Co.,Ltd., China
- Binder France SARL, Nanterre Cedex, Frankreich
- Binder Sweden KB, Farsta, Schweden
- Binder SWISS AG, Schweiz
- Binder Nederland B.V., Vijfhuizen, Niederlande
- Binder Connector South East Asia LLP, Singapur
- MPE-Garry Asia Ltd., China